# إيفيدنس ماكجوبا
إيفيدنس ماكجوبا (من مواليد 5 يونيو 2000) هو لاعب كرة قدم جنوب أفريقي يلعب كمهاجم لفريق أورلاندو بايرتس في دوري جنوب إفريقيا الممتاز ومنتخب جنوب إفريقيا الوطني . مثل فريق جنوب إفريقيا تحت 23 عامًا في دورة الألعاب الأولمبية الصيفية 2020 .

## النشأة
ولد ماكجوبا في جامامبا، قريب برغرسفورت في ليمبوبو. والتحق بمدرسة بو الثانوية. 

## مسيرته مع الأندية
تم اكتشاف ماكجوبا بواسطة باروكا في عام 2018، وتمت ترقيته إلى فريقهم  من فريق التطوير الخاص بهم في يناير  ظهر لأول مرة مع النادي في 23 فبراير 2020 في تعادل 2–2 كأس نيدبانك مع نادي ليونز الجائع ؛ وسجل ماكجوبا هدفه الثاني ليتأهل إلى الدور التالي من المسابقة بعد فوزه بركلات الترجيح .  ظهر لأول مرة في الدوري في 1 مارس 2020 بعد هزيمة 2-1 أمام بلومفونتين سلتيك  وسجل أهدافه الأولى في الدوري للنادي في الأسبوع التالي حيث سجل ثنائية في الفوز 2-0 على بلاك ليوباردز .   شارك في 11 مباراة مع باروكا في جميع المسابقات خلال موسم 2019-20، وسجل 5 أهداف. 

## مسيرته الدولية
في 8 يونيو 2021، شارك ماكجوبا لأول مرة مع منتخب جنوب إفريقيا كبديل أمام أوغندا وسجل هدفين في الفوز 3-2.  مثل فريق جنوب إفريقيا تحت 23 عامًا في دورة الألعاب الأولمبية الصيفية 2020 ، وسجل مرة واحدة في 3 مباريات.  

## الإحصائيات

### دولياً
تسرد النتائج والنتائج عدد أهداف جنوب أفريقيا أولاً، ويشير عمود النتيجة إلى النتيجة بعد كل هدف من أهداف ماكجوبا.
| العدد | التاريخ       | المكان                                   | الخصم   | النتيجة | الحصيلة | المسابقة                 |
| ----- | ------------- | ---------------------------------------- | ------- | ------- | ------- | ------------------------ |
| 1     | 10 يونيو 2021 | ملعب أورلاندو ، جوهانسبرج ، جنوب أفريقيا | أوغندا  | 1-1     | 3-2     | ودية                     |
| 2     | 10 يونيو 2021 | ملعب أورلاندو ، جوهانسبرج ، جنوب أفريقيا | أوغندا  | 3-1     | 3-2     | ودية                     |
| 3     | 9 أكتوبر 2021 | ملعب بحر دار ، بحر دار ، إثيوبيا         | إثيوبيا | 3-1     | 3-1     | تصفيات كأس العالم 2022   |
| 4     | 30 يناير 2024 | ملعب لوران بوكو ، سان بيدرو ، ساحل العاج | المغرب  | 1-0     | 2-0     | كأس الأمم الإفريقية 2023 |